# 伊萬·納威
伊萬·納威（賽德克語：Iwan Nawi），台灣賽德克族政治人物，現任考試委員。曾任立法委員助理、國立政治大學講師、原住民族委員會副主委等職。